# Romano Garagnani
Romano Garagnani (n. 6 iunie 1937, Castelfranco Emilia, Emilia-Romagna, Italia – d. 30 ianuarie 1999, Modena, Italia) a fost un trăgător de tir ce a reprezentat Italia, medaliat olimpic. A participat la o ediție a Jocurilor Olimpice (1968) în care a câștigat o medalie de argint.

## Participări
Lista de mai jos prezintă principalele competiții la care a participat Romano Garagnani de-a lungul carierei.
- shooting at the 1968 Summer Olympics – men's skeet[*]